# Municipio de Model
El municipio de Model (en inglés: Model Township) es un municipio ubicado en el condado de Mountrail en el estado estadounidense de Dakota del Norte. En el año 2010 tenía una población de 61 habitantes y una densidad poblacional de 0,65 personas por km².

## Geografía
El municipio de Model se encuentra ubicado en las coordenadas 47°59′25″N 102°3′18″O / 47.99028, -102.05500. Según la Oficina del Censo de los Estados Unidos, el municipio tiene una superficie total de 94.57 km², de la cual 94,25 km² corresponden a tierra firme y (0,35 %) 0,33 km² es agua.

## Demografía
Según el censo de 2010, había 61 personas residiendo en el municipio de Model. La densidad de población era de 0,65 hab./km². De los 61 habitantes, el municipio de Model estaba compuesto por el 70,49 % blancos, el 26,23 % eran amerindios y el 3,28 % eran de una mezcla de razas. Del total de la población el 4,92 % eran hispanos o latinos de cualquier raza.